# ゴンサロ・アルコナーダ
ゴンサロ・アルコナーダ（Gonzalo Arconada Echarri, 1961年10月15日 - ）は、スペイン・サン・セバスティアン出身のサッカー指導者。
1980年代に活躍したルイス・アルコナーダの弟である。

## 経歴
2001年からレアル・ソシエダのBチームを率いていたが、クラブがホセ・マリア・アモロルトゥ監督を解任したことにより、2006年1月に急遽トップチームの監督に就任した。ところが成績は上昇せず、同年4月に解任された。2007-08シーズン、セグンダ・ディビシオン（2部）に所属していたCDヌマンシアをプリメーラ・ディビシオン（1部）昇格に導いた。2008-09シーズンはウナイ・エメリの後任としてUDアルメリアの監督に就任したが、2008年12月、成績不振により解任された。2009年夏、セグンダに降格したCDヌマンシアの監督に復帰した。2017年からはレアル・ソシエダ・フェメニーノの監督に就任。2019年にはコパ・デ・ラ・レイナの初優勝に導いた。2020年6月30日、契約満了により退任した。

## 指導者経歴
- 1991-1998  レアル・ウニオン
- 1998-1999  トロサCF
- 1999-2001  SDベサイン
- 2001-2006  レアル・ソシエダB
- 2006  レアル・ソシエダ
- 2006-2007  ブルゴスCF
- 2007-2008.6  CDヌマンシア
- 2008.6-2008.12  UDアルメリア
- 2009.6-2010  CDヌマンシア
- 2010  CDテネリフェ
- 2013  CDミランデス
- 2015  ブルゴスCF
- 2015-2016  レアル・ハエン
- 2017  バラカルドCF
- 2017-2020  レアル・ソシエダ・フェメニーノ

## タイトル

### 監督時代
CDヌマンシア
- セグンダ・ディビシオン:1回（2007-08）

レアル・ソシエダ・フェメニーノ
- コパ・デ・ラ・レイナ:1回（2018-19）